# Danger music
Danger music o música perillosa és una forma experimental de música i performance d'avantguarda dels segles XX i XXI. Es basa en el concepte que algunes peces musicals poden perjudicar l'oient o l'intèrpret, entenent que la peça en qüestió es pot interpretar o no. Kyle Gann descriu en el seu llibre Music Downtown: Writings from the Village Voice com la composició de Takehisa Kosugi Music for a Revolution dirigeix l'intèrpret a "tapar un dels teus ulls d'aquí a 5 anys i fer el mateix amb l'altre ull 5 anys després". Obres com aquesta també s'anomenen a vegades com a antimúsica o antiart perquè sembla que es rebel·lin contra el concepte de música en si. La música perillosa sovint està estretament associada amb l'escola de composició Fluxus, especialment l'obra de Dick Higgins que va compondre una sèrie d'obres titulades Danger Music.

## En interpretació

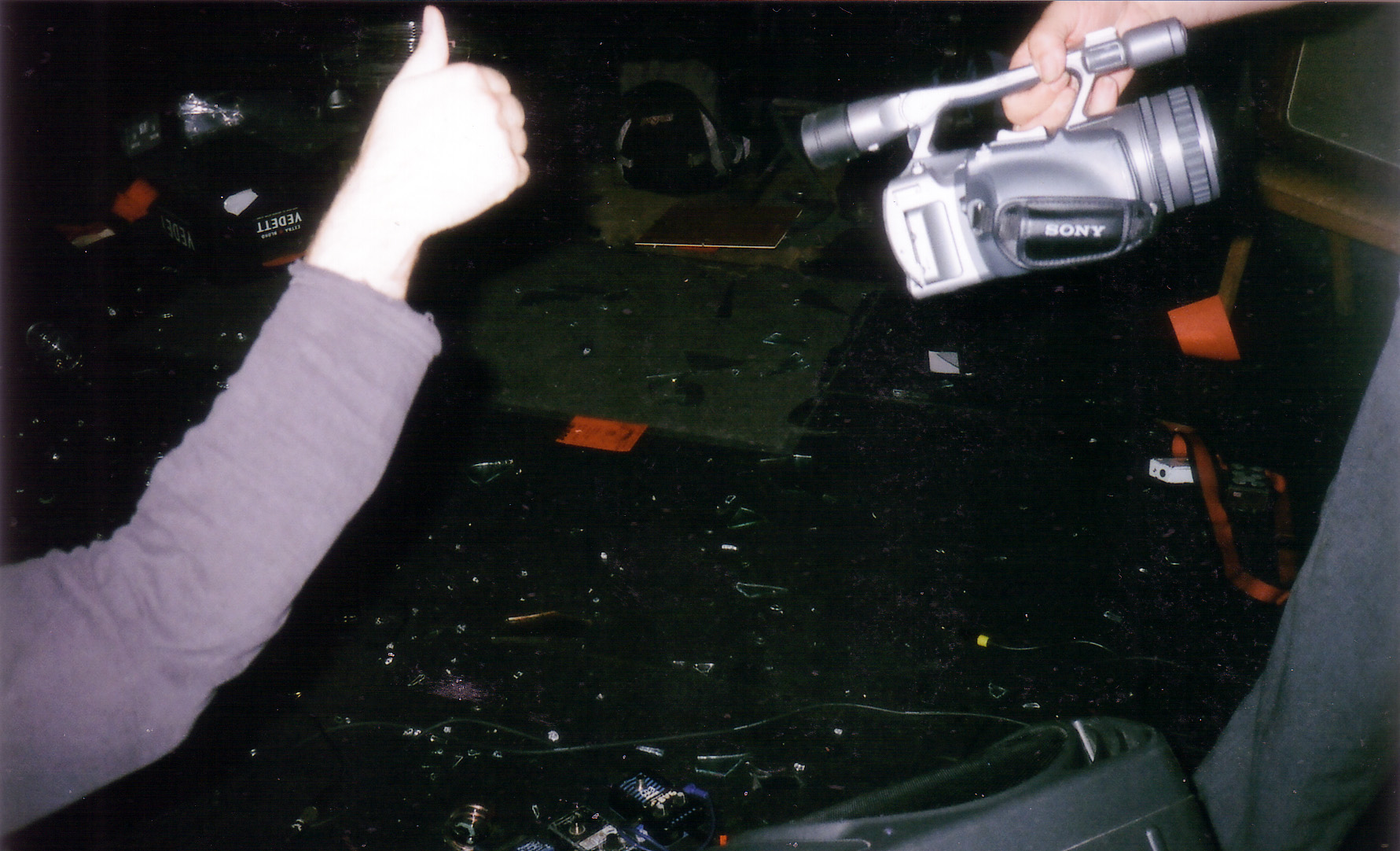
Vidres trencats escampats sobre l'escenari després d'un espectacle del músic de soroll australià Justice Yeldham. Yeldham toca un instrument fet de vidre, i sovint el trenca durant els espectacles en directe i rep ferides facials en el procés.

Com passa amb moltes formes de música conceptual i art escènic, les línies entre "música", "art", "teatre" i "protesta social" no sempre són clares o aparents. Per tant, l'estil de música perillosa té algunes coses en comú amb l'art escènic d'artistes com Mark Pauline i Chris Burden. Per exemple, alguns exemples extrems de música perillosa indiquen als intèrprets que utilitzin sons tan forts que eixordaran els participants o demanen als intèrprets que llancin bombes antipersones a l'audiència.
El projecte de soroll de Yamantaka Eye, Hanatarash, va destacar pels seus perillosos espectacles en directe, i el cas més famós va ser quan l'artista japonès va conduir una excavadora a través del local a la part posterior de l'escenari. També es va informar que els membres del públic havien d'omplir exempcions abans dels espectacles per evitar que la banda o el lloc fossin demandats en cas de qualsevol perill potencial per a ells.
Altres peces impliquen formes més simbòliques de "perill", com ara "Danger Music for Dick Higgins" de Nam June Paik, que dirigeix a l'intèrpret a "ficar-se a la vagina d'una balena viva", o una peça pot indicar que el volum de la música augmenti constantment fent que el públic tingui por que els faci defecar (la hipotètica "nota marró"), encara que potser no arribarà mai a aquest punt.

## Bandes destacades
- Hanatarash
- Farmer Joe & The Ignorant Corpses
- Crash Worship
- abeille hellion
- CROWN NOW
- Ex-Crown
- niku daruma
- らららら
- Nacadamia Nutcase